# Fais danser la poussière
Cet article possède un paronyme, voir Danse dans la poussière.
Fais danser la poussière est un téléfilm français réalisé par Christian Faure, diffusé le 9 février 2010 sur France 2 et rediffusé en 2012 sur la même chaîne ainsi que le jeudi 20 mars 2014 et le samedi 4 juillet 2020 sur France Ô.

## Synopsis
Élevée par sa mère bretonne, Maya, enfant métisse euro-africaine, part à la recherche de son histoire.
À travers ses rencontres, ses expériences et malgré ce monde sans indulgence ni complaisance, ni générosité à son égard, elle réussit à s'épanouir avec sa passion artistique : la danse.

## Fiche technique
- Réalisateur : Christian Faure
- Scénario : Bruno Tardon et Marie Dô, d'après le roman autobiographique de Marie Dô
- Scripte : Nathalie Alquier
- Musique : Charles Court et Thierry Bazin
- Décors : Nathalie Delvigne
- Photographie : Jean-Pierre Hervé
- Son : Jean-Pierre Fénié
- Montage : Jean-Daniel Fernandez Qundez

Production : Marc Cote, Jean-Louis Monthieux, France Zobda
- Pays :  France
- Production : Eloa Prod, Expand Drama, Be-Films, RTBF
- Genre : film dramatique
- Durée : 95 minutes
- Date de diffusion : 9 février 2010 sur France 2

## Distribution
- Tatiana Seguin : Maya 15-25 ans
- Nastasia Caruge : Maya 9-12 ans
- Ambre N'Doumbé : Maya 6 ans
- Marie Denarnaud : Rose
- Xavier de Guillebon : François-Xavier
- Michèle Bernier : Alice
- Michel Jonasz : Camille
- Anne-Élisabeth Blateau : Marceline
- Benoît Maréchal : Tim
- Cédric Brenner : Ludovic
- Eriq Ebouaney : Suleyman
- Massimo Belsito : Rovelli
- Fédéric Lépine : Olga
- Larrio Ekson : Calvin Bailey
- Marie Lenoir : Héloïse
- Gabin Lefebvre : Simon
- Serge Noël : Georges

## Distinctions
Prix du public au Festival du film de télévision de Luchon en 2010